# Rothmannia libisa
Rothmannia libisa är en måreväxtart som beskrevs av Nicolas Hallé. Rothmannia libisa ingår i släktet Rothmannia och familjen måreväxter. Inga underarter finns listade i Catalogue of Life.